# Bairro do Marechal Gomes da Costa

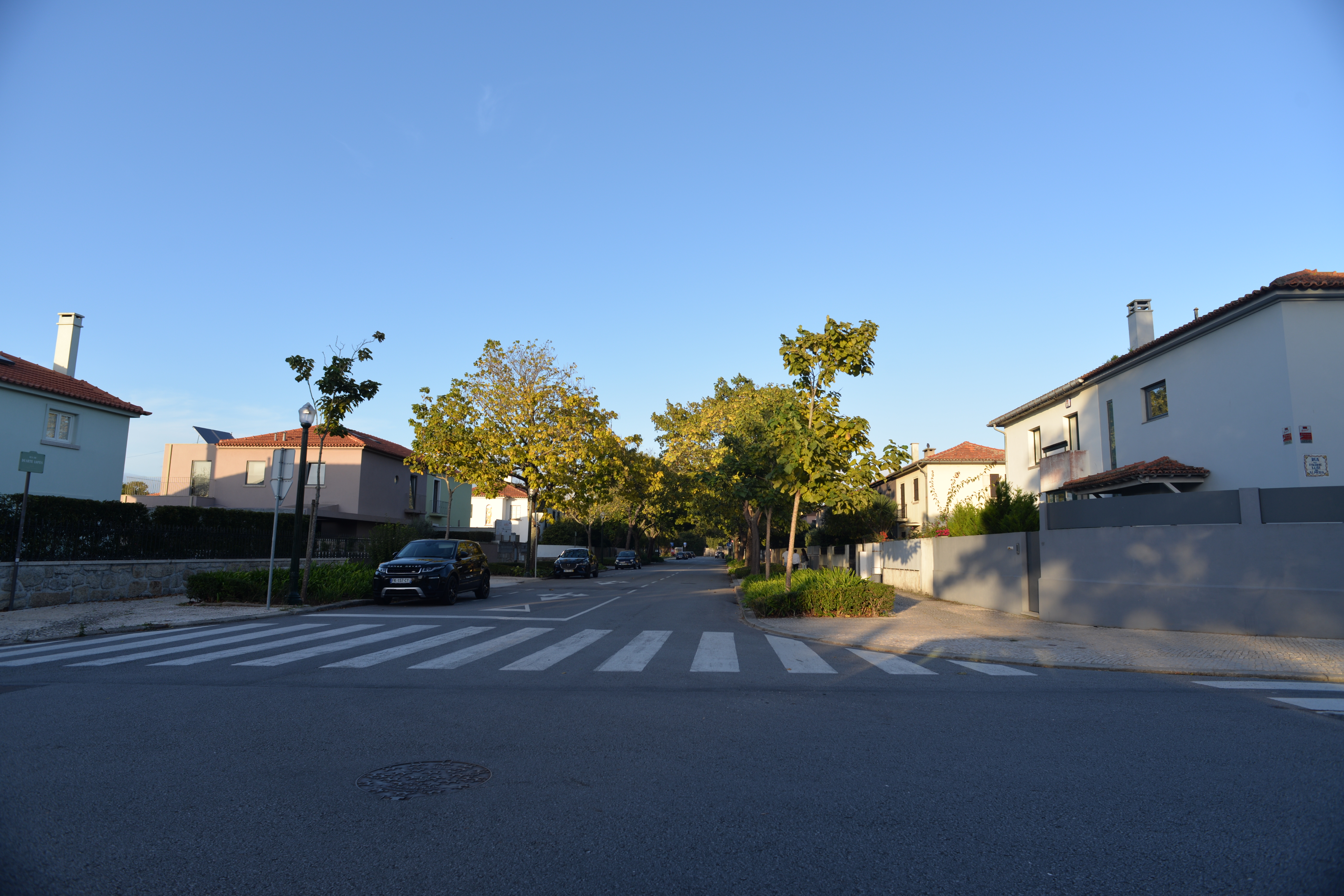

O Bairro do Marechal Gomes da Costa, popularmente designado como Bairro da Marechal e oficialmente designado de Bairro de Casas Económicas de Marechal Gomes da Costa é um bairro da freguesia de Lordelo do Ouro no Porto.
Foi projectado em 1947 pela Secção de Construção de Casas Económicas da DGEMN e edificado entre 1948 e 1950. Trata-se do primeiro bairro de habitação económica do Estado Novo destinado à classe média. Em 1943, é emitido o diploma legal que estende o programa de habitação económica de 1933 à classe média, surgindo duas novas classes de moradia destinadas fundamentalmente a funcionários do estado. A qualidade dos materiais e da ornamentação é superior à dos conjuntos até então edificados para as classes operárias.
O conjunto é composto exclusivamente por moradias unifamiliares de dois pisos, geminadas duas a duas, todas com jardim. O modelo é inspirado nas cidades jardim Britânicas. No centro existe uma praça com escultura de Diogo de Macedo.